# María Monvel
Ercilia (Tilda) Brito Letelier, conocida en la literatura como María Monvel (Iquique, 1899 – Santiago, 25 de septiembre de 1936), fue una poeta chilena, considerada uno de los talentos literarios de América Latina a comienzos del siglo XX.

## Biografía
Sus primeros poemas aparecieron en revistas y folletines de provincia y en 1917 fue antologada con su nombre real en la famosa recopilación de poesía chilena Selva Lírica. 
En Santiago, adonde se mudó después de su adolescencia, dirigió la revista Para Todos, publicada por la Editorial Zig-Zag y contrajo matrimonio con el crítico literario y periodista Armando Donoso, con quien tuvo un hijo del mismo nombre.
Tradujo a Goethe y los sonetos de Shakespeare: 16 de ellos fueron incluidos en Últimos poemas (1937). Sobre este libro póstumo publicado por su esposo, Eduardo Barrios escribiría: "Estaba ya enferma cuando escribió estos versos, seguramente. Hay en todos ellos un mirarse y revisarse […] Luego en todo se confirma el crepúsculo del alma disponiéndose a marchar. En las formas, hay una vuelta a lo clásico, al deseo de perdurar en sencillez, en melodía de significado y vehículo puros. La poetisa se entregó también a los grandes permanentes, a Shakespeare y Goethe: los traduce en la línea eterna, que ahora le interesa por sobre todas las cosas".
Gabriela Mistral, refiriéndose a ella y a su obra, dijo: "La mejor poetisa de Chile, pero más que eso: una de las grandes poetisas de América, próxima a Alfonsina Storni por la riqueza del temperamento, a Juana de Ibarbourou por su espontaneidad".
Viajó por Europa y América. Falleció a los 37 años de edad después de una larga enfermedad.

## Obra

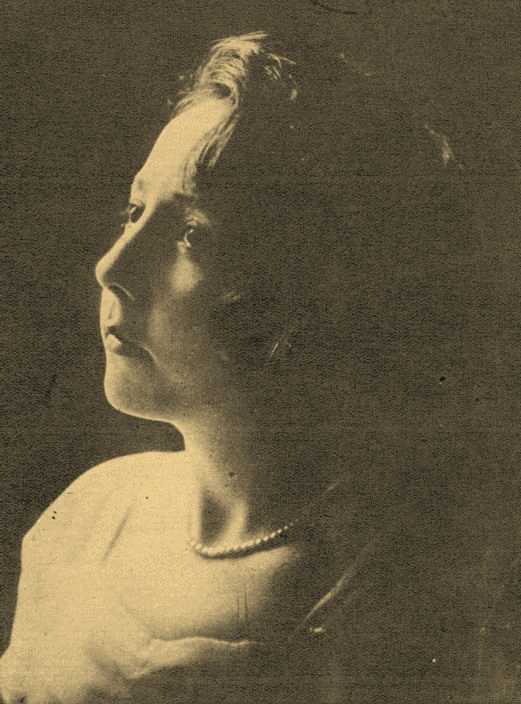
María Monvel, revista Zig-Zag, 2 de octubre de 1936.

- Remansos del ensueño, Imprenta Universitaria, 1918.[4]
- Fue sí, Nascimento, Santiago, 1922.
- El marido gringo, Sociedad Boletín Comercial Salas & Cia., Santiago, 1926.
- Poetisas de América, Nascimento, Santiago, 1929.[5]
- Sus mejores poemas, antología preparada por la misma autora, Nascimento, Santiago, 1934.[2]
- Últimos poemas, Nascimento, Santiago, 1937.